# Liste der Bodendenkmäler in Leutenbach (Oberfranken)
Auf dieser Seite sind die Bodendenkmäler in der oberfränkischen Gemeinde Leutenbach zusammengestellt. Diese Tabelle ist eine Teilliste der Liste der Bodendenkmäler in Bayern. Grundlage ist die Bayerische Denkmalliste, die auf Basis des Bayerischen Denkmalschutzgesetzes vom 1. Oktober 1973 erstmals erstellt wurde und seither durch das Bayerische Landesamt für Denkmalpflege geführt wird. Die folgenden Angaben ersetzen nicht die rechtsverbindliche Auskunft der Denkmalschutzbehörde.

## Bodendenkmäler in Leutenbach
| Lage       | Objekt | Akten-Nr.     | Bild |
| ---------- | --- | ------------- | ---- |
| (Standort) | Spätmittelalterlicher Burgstall. | D-4-6232-0256 |      |
| (Standort) | Vermutlich Höhensiedlung der Urnenfelderzeit und mittelalterlicher Burgstall. | D-4-6233-0019 |      |
| (Standort) | Siedlung der späten Urnenfelderzeit. | D-4-6233-0130 |      |
| (Standort) | Siedlung der Urnenfelderzeit und der jüngeren Latènezeit. | D-4-6233-0131 |      |
| (Standort) | Siedlung der späten Latènezeit. | D-4-6233-0132 |      |
| (Standort) | Siedlung der späten Latènezeit. | D-4-6233-0133 |      |
| (Standort) | Siedlung der späten Latènezeit. | D-4-6233-0150 |      |
| (Standort) | Siedlung der späten Latènezeit. | D-4-6233-0157 |      |
| (Standort) | Siedlung der späten Latènezeit. | D-4-6233-0191 |      |
| (Standort) | Siedlung vorgeschichtlicher Zeitstellung. | D-4-6233-0195 |      |
| (Standort) | Untertägige Bauteile der spätmittelalterlichen bis frühneuzeitlichen St. Moritzkapelle. | D-4-6233-0263 |      |
| (Standort) | Mittelalterlicher Burgstall. | D-4-6233-0264 |      |
| (Standort) | Siedlung der späten Latènezeit. | D-4-6233-0266 |      |
| (Standort) | Untertägige Bauteile der spätmittelalterlichen bis neuzeitlichen Pfarrkirche, Fundamente mittelalterlicher Vorgängerbauten sowie vermutlich Körpergräber des Mittelalters und der Neuzeit. | D-4-6233-0267 |      |
| (Standort) | Siedlung der späten Latènezeit. | D-4-6332-0132 |      |
| (Standort) | Bestattungsplatz mit Grabhügel vorgeschichtlicher Zeitstellung. | D-4-6333-0073 |      |
| (Standort) | Siedlung der späten Latènezeit. | D-4-6333-0113 |      |
| (Standort) | Vermutlich Freilandstation des Mesolithikums und Siedlung vorgeschichtlicher Zeitstellung.                                                                                                 | D-4-6333-0120 |      |
| (Standort) | Vermutlich verschleiftes Gräberfeld der Hallstattzeit. | D-4-6333-0135 |      |
| (Standort) | Grabhügel vorgeschichtlicher Zeitstellung. | D-4-6333-0258 |      |
| (Standort) | Siedlung der jüngeren Latènezeit. | D-4-6333-0262 |      |
| (Standort) | Bestattungsplatz mit Grabhügel vorgeschichtlicher Zeitstellung. | D-4-6333-0294 |      |